# Кодень
Кодень (пол. Kodeń) — деревня в Бяльском повете Люблинского воеводства Польши. Административный центр гмины Кодень. Находится примерно в 36 км к востоку от центра повета города Бяла-Подляска, на границе с Белоруссией и в 16 километрах на юг от Тересполя. По данным переписи 2011 года, в деревне проживало 1776 человек.

## География
Деревня расположена на востоке Польши, в левобережной части долины реки Западный Буг, около устья реки Грабар. Абсолютная высота — 143 метра над уровнем моря. Через населённый пункт проходит региональная автодорога 816.

## История
Город был основан Яном Сапегой в 1511 году. В том же году Коденю было даровано магдебургское право. Между городом и замковым холмом был построен речной порт. В 1518 году был создан римско-католический приход. В тот же период времени была заложена православная церковь Святого архистратига Михаила.
В 30-х годах XVII в. Николай Пий Сапега построил в городе ренессансный костёл св. Анны, в котором хранился чудотворный образ Божией Матери Коденской. Костёл был сожжён во время шведского потопа в 1657 году, и заново открыт после реконструкции в 1686 году. В конце XVIII века город входил в состав Брестского повета Великого княжества Литовского. Действовали две униатские и две католические церкви.
Кодень пришёл в упадок во время наполеоновских войн. В 1869 году утратил статус города и был обращён в посад.
Согласно «Справочной книжке Седлецкой губернии на 1875 год» посад Кодень являлся центром одноимённой гмины Бельского уезда Седлецкой губернии. В 1912 году Бельский уезд был передан в состав новообразованной Холмской губернии. Население посада того периода составляло до 3800 человек. Имелись два одноклассных училища (мужское и женское) и винокуренный завод.
В 1941 году немецкими оккупантами в деревне было создано еврейское гетто, просуществовавшее до сентября 1942 года. В период с 1975 по 1998 годы деревня входила в состав Бяльскоподляского воеводства.

## Население
Демографическая структура по состоянию на 31 марта 2011 года:
|         | Всего | До трудоспособного возраста | Трудоспособного возраста | Старше трудоспособного возраста |
| ------- | ----- | --------------------------- | ------------------------ | ------------------------------- |
| Мужчины | 834   | 184                         | 567                      | 83                              |
| Женщины | 942   | 189                         | 530                      | 223                             |
| Всего   | 1776  | 373                         | 1097                     | 306                             |